# Ty-Shon Alexander
Ty-Shon Leron Alexander (ur. 16 lipca 1998 w Charlotte) – amerykański koszykarz, występujący na pozycji rzucającego obrońcy.
W 2017 wystąpił w meczu gwiazd amerykańskich szkół średnich – Derby Classic.
26 sierpnia 2021 został zwolniony przez Phoenix Suns.

## Osiągnięcia
Stan na 31 sierpnia 2021, na podstawie, o ile nie zaznaczono inaczej.
NCAA
- Uczestnik rozgrywek:
  - turnieju NCAA (2018)
  - ćwierćfinałowych turnieju NIT (2019)
- Mistrz sezonu zasadniczego konferencji Big East (2020)
- MVP turnieju Cayman Islands Classic (2019)
- Zaliczony do:
  - I składu:
    - Big East (2020)
    - turnieju Cayman Islands Classic (2019)

  - III składu All-American (2020 przez USA Today)
  - składu honorable mention Big East (2019)
- Lider konferencji Big East w skuteczności rzutów wolnych (2020 – 86%)[4]
- Zawodnik kolejki Big East (28.01.2019)
- Najlepszy pierwszoroczny zawodnik kolejki Big East (20.11.2017)

NBA
- Wicemistrz NBA (2021)[5]

Reprezentacja
- Brązowy medalista igrzyskach panamerykańskich (2019)